# Omar Djamel Benchaâbane
Omar Djamel Benchaabane, né le 22 novembre 1950 à Khemis Miliana en Algérie, est un homme politique algérien.

## Biographie
Omar Djamel Benchaâbane est né à Khemis Miliana (wilaya de Aïn Defla).[réf. nécessaire]

## Itinéraire
| no | Fonction                                           | Début           | Fin             |
| -- | -------------------------------------------------- | --------------- | --------------- |
| 01 | Wali de Relizane                                   | 4 avril 1984    | 26 juillet 1989 |
| 02 | Wali de Biskra                                     | 26 juillet 1989 | 29 juillet 1990 |
| 03 |                                                    |                 |                 |
| 04 | Chargé de Mission à la Présidence de la République | 20 janvier 2001 | 3 juin 2002     |
| 05 | Député à l'Assemblée Populaire Nationale (APN)     | 3 juin 2002     | 2007            |